# 大垣市立綾里小学校
大垣市立綾里小学校（おおがきしりつ あやさとしょうがっこう）は、岐阜県大垣市にある市立小学校。

## 概要
- 通学区域は綾野町（一部）[注釈 1]、綾野1～6丁目、野口1～3丁目であり、公立中学校の進学先は大垣市立西部中学校である[1]。
- 1949年から2005年までは、大垣市立綾里幼稚園を併設していた。

## 沿革
- 1873年（明治6年） - 
  - 不破郡綾野村に教修舎が開校。後に教修学校に改称。
  - 多芸郡多芸島村に秀実義校が開校。校区は多芸島村、上笠村、大外羽村[注釈 2]、野口村。
- 1877年（明治10年） - 秀実義校と提携義校[注釈 3]が併合。八村学校に改称する。
- 1883年（明治16年） - 八村学校が秀実学校と提携学校に分立する。
- 1889年（明治22年） -
  - 教修学校が綾野簡易科小学校に改称する。
  - 秀実学校が多芸島尋常小学校[注釈 4]に改称する。
- 1897年（明治30年） - 
  - 不破郡綾野村と多芸郡野口村が合併し、不破郡綾里村となる。
  - 　綾野簡易科小学校が綾里尋常小学校に改称する。旧・野口村の児童は綾里尋常小学校へ転入する。
- 1916年（大正5年） - 農業補習学校を併設する。
- 1926年（大正15年） - 青年訓練所を併設する。
- 1934年（昭和9年） - 新築移転する[注釈 5]綾里尋常高等小学校に改称する。
- 1941年（昭和16年） - 綾里国民学校に改称する。
- 1947年（昭和22年）
  - 4月1日 - 綾里村立綾里小学校に改称する。大垣市立西中学校綾里分校を併設。
  - 10月1日 - 綾里村が大垣市に編入される。同時に大垣市立綾里小学校に改称する。
- 1948年（昭和23年） - 西中学校の統合校舎が完成し、西中学校綾里分校は廃止。
- 1949年（昭和24年）4月 - 大垣市立綾里幼稚園が開園する。綾里小学校に併設される。
- 1964年（昭和39年） - 校地の北に東海道新幹線が開通。騒音問題が発生する。
- 1967年（昭和42年） - 東海道新幹線の騒音問題のため、現在地に新築移転。
- 1970年（昭和45年） - 体育館が完成。
- 1973年（昭和48年） - 校舎を増築する。
- 2005年]（平成17年）3月 - あやさと保育園と綾里幼稚園が統合し大垣市立綾里幼保園となる。園舎は旧・あやさと保育園を転用する。

## その他
- 1934年から1967年まで綾里小学校があった跡地は、2018年現在、綾野公園、大垣市消防団綾野分団、岐阜県警察西濃運転者講習センターとなっている。